# ジョン・レシグ
ジョン・レシグ (John Resig、1984年5月8日 - )は、アメリカ合衆国在住のプログラマーである。jQueryの開発者として知られている。

## 人物
ボストン出身。2005年ロチェスター工科大学卒業。コンピュータサイエンス学士。
かつて、Mozilla Corporation に所属。その後、非営利団体の Khan Academy に転職した。
JavaScriptのコードの開発を主としている。
2010年4月30日、ロチェスター工科大学の革新殿堂に入った。

## ソフトウェア・プロジェクト
以下のプロジェクトに貢献している。
jQuery
クライアントサイドスクリプトを簡素化するためのマルチブラウザのJavaScriptライブラリ
Processing.js
ProcessingのJavaScriptへの移植
EnvJS
ブラウザDOMのRhinoへの移植
TestSwarm
JavaScriptの継続的インテグレーションのための分散テストスイート
Sizzle
CSSセレクタエンジン
FUEL
Firefoxの拡張機能の開発キット

## 著書
- 『Pro Javascript Techniques』 (ISBN 978-1590597279)
- 『Secrets of the JavaScript Ninja』 (ISBN 978-1933988696)
- 『JavaScript Ninjaの極意』 (ISBN 978-4798128450)